# Armstrong Siddeley Viper
Le Viper est un turboréacteur britannique développé par Armstrong Siddeley, puis par les compagnies qui lui ont succédé, Bristol Siddeley et Rolls-Royce Limited. Il entra en service en 1953 et resta en service au sein de la Royal Air Force jusqu'en janvier 2011, équipant ses appareils d'entraînement à la navigation Dominie T1.

## Conception et développement
La conception originale du moteur comprenait un compresseur à sept étages, basé sur l'ancien moteur Adder de la compagnie. En fait, le Viper est simplement un Adder agrandi. Comme le similaire J85 construit aux États-Unis, le Viper était initialement un moteur « jetable » devant équiper les versions de production du drone-cible Jindivik,, mais comme pour son cousin d'outre-Atlantique, les systèmes à durée de vie limitée et la lubrification à perte d'huile furent remplacés pour qu'il ait une durée de vie « normale » et soit finalement utilisé sur des avions classiques.
Toutefois, en raison de ses origines de moteur à usage unique, le Viper fut sujet à de nombreux soucis de maintenance. Cela mena à la naissance du premier programme de maintenance « Power by the Hour », dans lequel les clients utilisant ce moteur payaient un taux horaire fixe à la compagnie Bristol Siddeley pour assurer l'entretien constant des moteurs.
La consommation du moteur est de 0,7 l d'huile par heure. Plus de 5 500 exemplaires ont été construits, accumulant 13 millions d'heures de vol.

## Versions

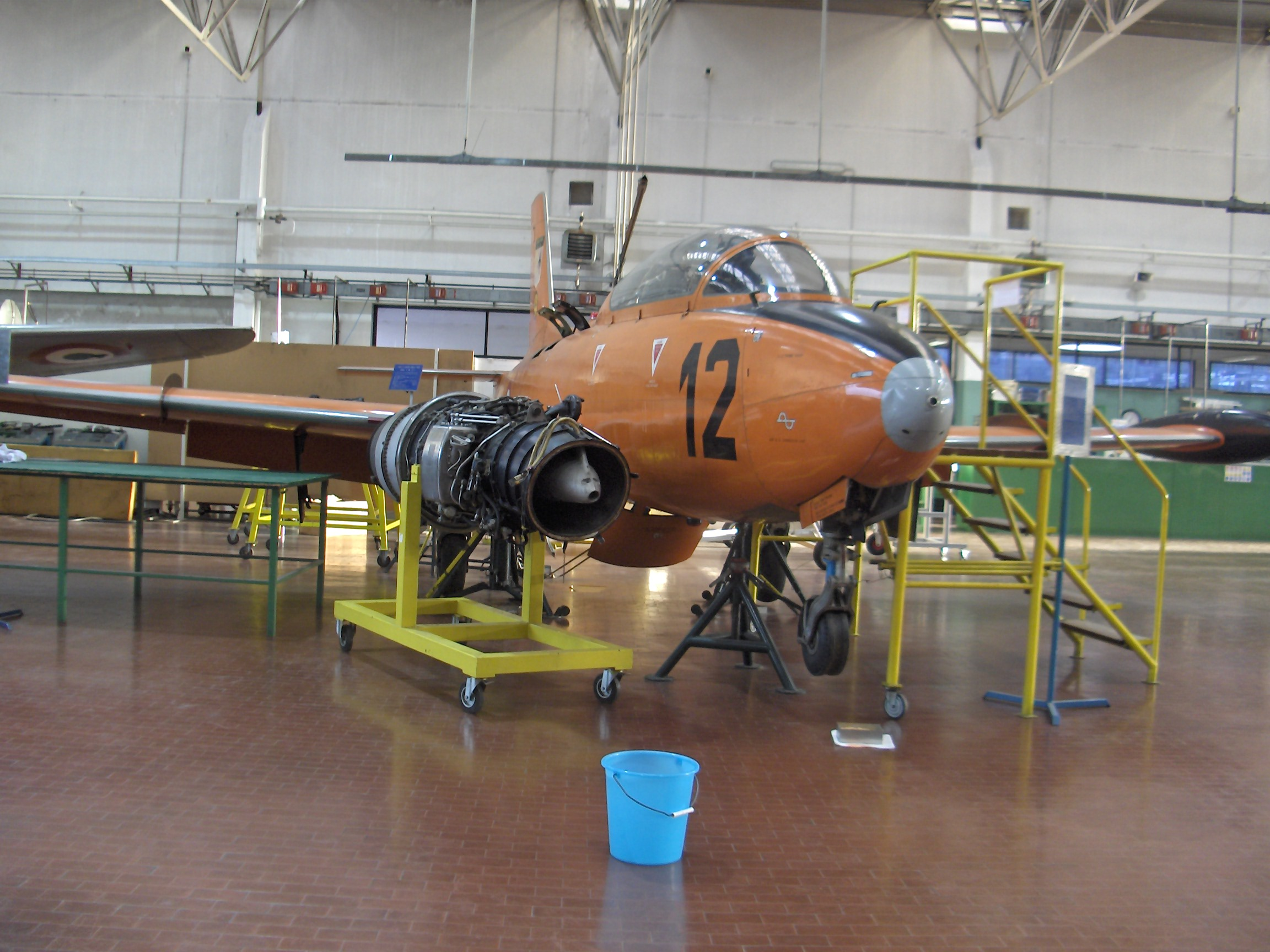
Un MB-326A et son moteur Viper 22.

- ASV.3 : Version à vie courte, pour usage dans les missiles et drones-cibles. Poussée de 7,30 kN[7] ;
- ASV.4 : Version à vie courte, pour usage dans les missiles et drones-cibles. Poussée de 7,78 kN[7] ;
- ASV.5 : Version à vie rallongée pour les avions avec équipage[7] ;
- ASV.6 : Version à vie courte, pour usage dans les missiles et drones-cibles. Poussée de 8,45 kN[7] ;
- ASV.7[7]
- ASV.7/R : Version dotée d'une postcombustion (en anglais : « re-heat », pour « réchauffe »). Poussée avec PC de 10,99 kN[7] ;
- ASV.10[7]
- Viper 8 (Mk.102 / Mk.104) : Moteur pour l'avion d'entraînement (trainer) Hunting-Percival Jet Provost TMk.3 (Mk.102) et le drone-cible GAF Jindivik Mk.102B (Mk.104) ;
- Viper 9 (Mk.103) : Moteur ayant équipé entre-autres les Bell X-14 et Handley Page HP.115 ;
- Viper 11 (Mk.200) : Moteur pour l'avion d'entraînement (trainer) Hunting-Percival Jet Provost TMk.4 (Mk.202) et le drone-cible GAF Jindivik Mk.3, parmi d'autres appareils ;
- Viper 20 (Mk.500 series) : Moteur ayant équipé entre-autres le Hawker Siddeley HS.125 et Piaggio-Douglas PD.808 ;
- Viper 22 : Moteur produit sous licence par Piaggio pour l'Aermacchi MB-326 ;
- Mk.102
- Mk.103
- Mk.104
- Mk.200
- Mk.201
- Mk.202
- Mk.204 : Des indices trouvés sur un Mk.204 survivant laissent penser qu'il s'agirait d'un Mk.202 avec une température accrue et une pression d'huile interne plus élevée. Ces modifications auraient été des mesures de sécurité installées sur le Jet Provost du Prince Charles pour son programme d'entraînement en vol dans la Royal Air Force[réf. nécessaire] ;
- Mk.301
- Mk.500 series
- Mk.520
- Mk.601
- Mk.632 : Version sans post-combustion, construite sous licence par Turbomecanica et Orao pour les IAR-93 A/MB, IAR-99 Standard/SOIM , Soko J-22 Orao 1 et le Soko G-4 Super Galeb.
- Mk.633: Version avec post-combustion, construite sous licence par Turbomecanica et Orao pour les IAR-93 B, et les Soko J-22 Orao 2
- M.D.30 Viper : Moteur produit sous licence et développé par Dassault Aviation[7].
- M.D.30R Viper: Version avec post-combustion de 9.8 kN de poussée.

## Exemplaires exposés

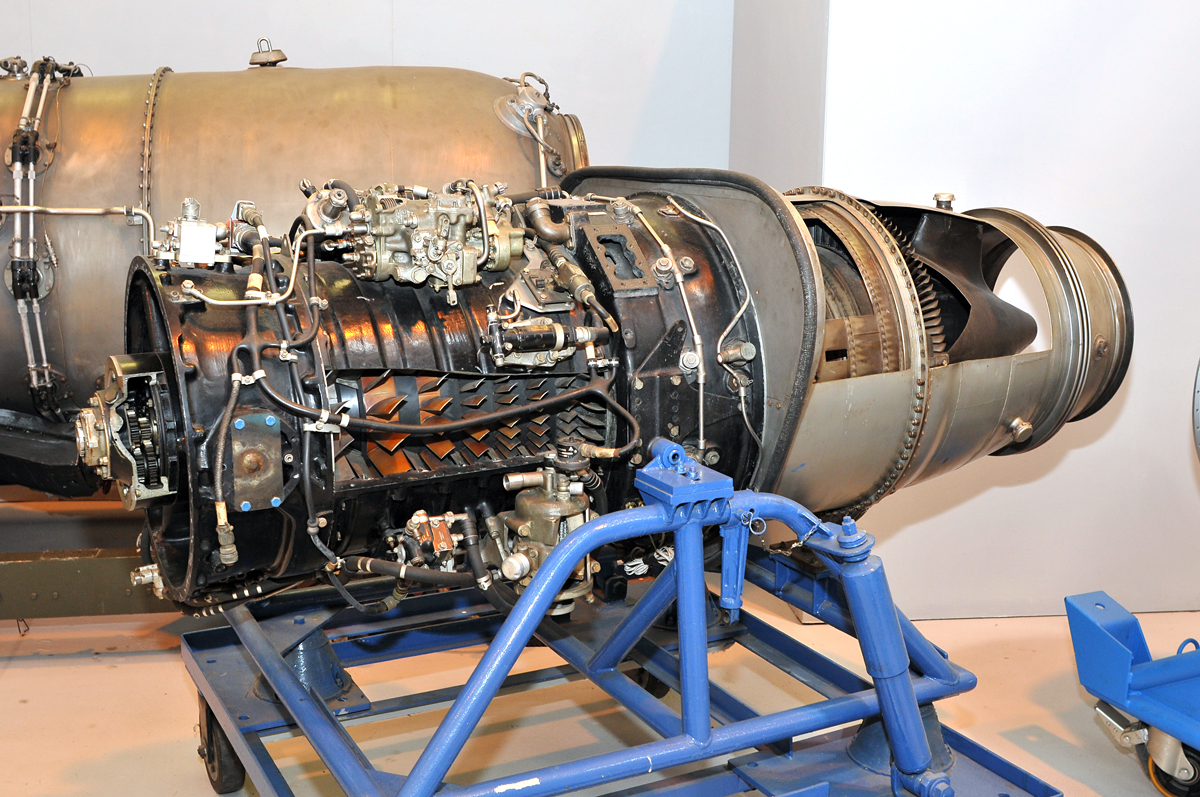
Rolls-Royce Viper Mk.202 au musée de la Royal Air Force, à Cosford.

De nombreux Viper préservés sont exposés dans les musées suivants :
- Aerospace Museum of California, North Highlands, Californie, États-Unis ;
- AeroVenture (South Yorkshire Aircraft Museum), Doncaster, Yorkshire du Sud, Angleterre ;
- Caernarfon Airworld Aviation Museum ;
- Midland Air Museum, Baginton, Warwickshire, Angleterre, près de l'aéroport de Coventry ;
- Newark Air Museum, Winthorpe, Nottinghamshire, Angleterre ;
- Rolls-Royce Heritage Trust Allison Branch Museum, Indianapolis, Indiana, États-Unis ;
- Royal Air Force Museum Cosford, Cosford, Shropshire, Royaume-Uni ;
- UniKl MIAT, Jenderam Hulu, Sepang, Malaisie ;
- Solent Sky, Southampton, Hampshire, Royaume-Uni ;
- South African Air Force Museum, Afrique du Sud ;
- Museu Asas de um Sonho (Meseu TAM), São Carlos, État de São Paulo, Brésil ;
- Rolls-Royce Heritage Trust, James A. Allison Exhibition Indianapolis ;
- Ancienne base de la RAF à Metheringham, un moteur Mk.204 est installé et utilisé dans un Jet Provost Mk.4, no XS186.

## Applications
- Aermacchi MB-339
- Aermacchi MB-326
- Atlas Aircraft Impala
- Avro Shackleton
- BAC Jet Provost
- BAC Strikemaster
- Bell X-14
- Blue Origin Charon
- Dassault M.D.550 Mystere-Delta
- Embraer AT-26 Xavante
- Folland Midge
- GAF Jindivik
- Hawker Siddeley Dominie
- Handley Page HP.115
- IAR 99
- Piaggio PD-808
- Saunders-Roe SR.53
- Soko J-22 Orao/IAR-93 Vultur
- Soko G-2 Galeb
- Soko G-4 Super Galeb